# Kryterium neurologiczne

Schemat budowy mózgu u czterotygodniowego ludzkiego zarodka, kolorami i cyframi zaznaczono: 1 - przodomózgowie, 2 - śródmózgowie, 3 - tyłomózgowie, 4 - rdzeń kręgowy

Kryterium neurologiczne – jedno z kryteriów rozwojowych człowieczeństwa, a więc prób odpowiedzi na pytanie, kiedy rozwijający się zarodek (a więc człowiek w sensie opisowym) staje się osobą moralną (a więc człowiekiem w sensie normatywnym).

## Postać kryterium
Jako kryterium rozwojowe kryterium neurologiczne jest dynamiczne i funkcjonalne. Jak inne z tej grupy, kryterium to opiera się na rozwoju zarodka, na procesie embriogenezy, podczas którego rozwijający się embrion wykształca coraz to nowe funkcje. W tym wypadku za cechę konstytutywną przyjmuje się pojawienie się aktywności mózgu.
Kryterium to wywodzi się z dyskusji na temat śmierci człowieka jako jednostki, osoby. Dawna, klasyczna definicja wiązała śmierć z zaprzestaniem pracy serca i oddechu. Została ona zastąpiona przez nowszą definicję śmierci, wedle której śmierć człowieka następuje wraz ze śmiercią jego mózgu (jako całości). Skoro więc koniec życia człowieka powiązano ze śmiercią jego mózgu, pojawił się pomysł, by podobne powiązanie poczynić i z początkiem życia ludzkiego. Stąd jako kryterium początku istnienia osoby ludzkiej zaproponowano pojawienie się pracy jej mózgu.
Jako kryteria neurologiczne klasyfikuje się również kryterium psychologiczne, wskazujące na funkcję konstytutywną początki świadomości. Bywa ona łączona z powstaniem zintegrowanych funkcji pnia i kory mózgu.
Do tej grupy włącza się także kryterium patocentryczne, uznające za funkcję konstytuującą zdolność do odczuwania bólu. Wraz z poprzednio wymienionym służy ono do określania linii granicznej człowieczeństwa.

## Krytyka
Krytycy wskazują na niejasność, co właściwie ma stanowić to kryterium. W przypadku śmierci bowiem istnieją akceptowane testy oceniające śmierć mózgu. Brakuje takich w przypadku powstawania jego aktywności. Nie ma nawet zgody, o jaką aktywność chodzi. Może to być przecież aktywność elektryczna, a także wytworzenie się synaps, dzięki którym pojedyncze komórki nerwowe spajają się w funkcjonalną całość. Tak więc istnieją różne funkcje neurologiczne, które mogłyby tu zostać uznane za konstytutywne.
W związku z powyższym niemożliwym staje się ustalenie przybliżonej choćby jednej granicy czasowej, od której zarodkowi przysługiwało by miano osoby. Różni autorzy podają czas od 6 do 26 tygodnia ciąży, jeśli chodzi o zwykłą postać tego kryterium. W przypadku kryterium psychologicznego podaje się 29–35 tydzień rozwoju wewnątrzmacicznego. Kryteria człowieczeństwa tworzone są z uwagi na przydatność praktyczną, a tak duża rozpiętość opinii praktycznie wyklucza praktyczną przydatność kryterium.
Przytacza się również argument wskazujący na brak analogii pomiędzy początkiem życia człowieka jako osoby a jego końcem. W tym drugim przypadku człowiek umiera, po spełnieniu definicji śmierci uważa się go za martwego. Natomiast przed spełnieniem kryterium człowieczeństwa zarodek bynajmniej nie jest martwy; żyje, choć przyznaje mu się inny status, niż osoby moralnej.
Kryterium patocentryczne spotkało się z innym jeszcze zarzutem: nie jest ono selektywne. Istnieje przekonanie, zgodnie z którym i zwierzęta wyższe czują ból, jakże więc odczuwanie go może świadczyć o człowieczeństwie. Istnieją co prawda w środowisku naukowym opinie przeciwne, zwracające uwagę na brak dowodów, by jakiekolwiek zwierzę poza człowiekiem odczuwało ból, głoszone choćby przez Macphaila. Chodzi o to, że nie istnieją żadne dowody na istnienie świadomości odczuwającej, a jedynie na istnienie samoświadomości. Podobnie nie ma też jednak żadnych dowodów na istnienie świadomości u dzieci do drugiego roku życia włącznie. Natomiast znacznie wcześniejsze kryterium narodzin jest krytykowane jako zbyt późne.